# 후지와라노 센시 (962년)
후지와라노 센시/아키코 (일본어: 藤原 詮子 ふじわら の せんし/あきこ[*], 오와 2년 (962년) - 조호 3년 윤12월 22일 (1002년 2월 7일))는 헤이안 시대 중기, 제 64대 엔유 천황의 뇨고이자 이치조 천황의 생모이다. 원호는 히가시산죠인(東三条院)이다.
섭정관백이자 태정대신 후지와라노 카네이에의 차녀이며, 어머니는 셋츠노카미 후지와라노 나카마사의 딸 토키히메이다. 섭관에 재직한 미치타카, 미치카네, 미치나가, 또 레이제이 천황의 뇨고 쵸시/토코는 동복형제자매이다.

## 생애

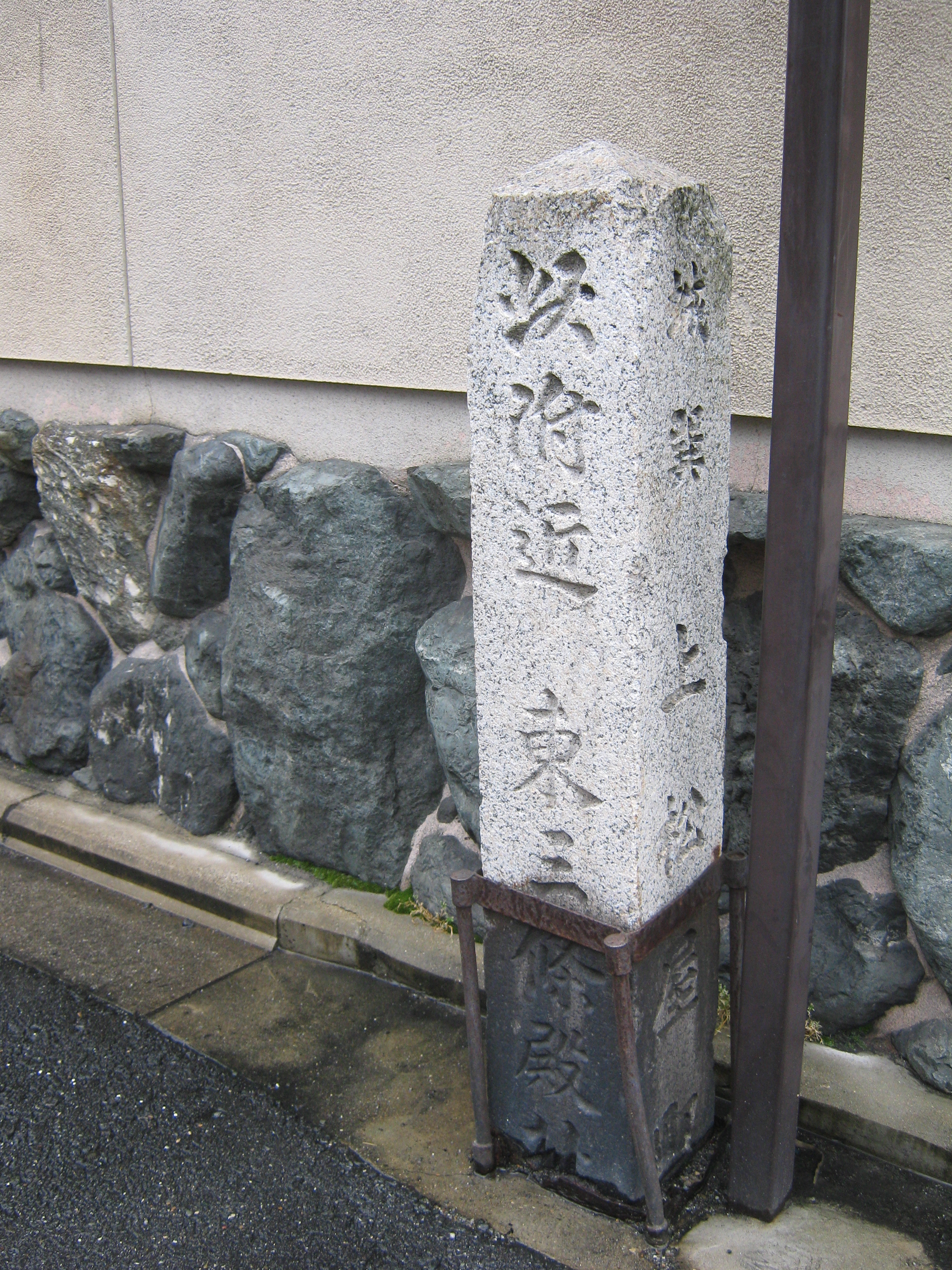
히가시산죠도노 터. 후지와라노 센시 거주지. 교토시 츄쿄구 오시코시도오리 카마자 세이호쿠카도

덴겐 원년 (978년) 8월에 입궁하여, 같은 해 11월 4일에 뇨고 선지를 받았다. 덴겐 3년 (980년) 종4위하에 서임되었다. 엔유 천황은 즉위 초에는 중간계투의 천황으로 세간에서 간주되고 있었다 (즉위와 동시에 형 레이제이 천황의 양위 조서에 의해 레이제이 천황의 황자 모로사다 친왕이 생후 10개월 만에 황태자로 세워졌기 때문에, 무라카미 천황, 레이제이 천황, 모로사다 친왕이 황통을 잇는 적류로 당시의 사람들은 그렇게 인식하고 있었다). 그 때문에 원복한지 1년 가까이 되었지만 황비가 없었다. 레이제이 천황의 황통을 벗어나기 위해 레이제이 조정에서 불우하게 지낸 후지와라노 카네미치의 딸을 입궁시켜 황후가 되었지만 자녀 없이 사망했다.다음에 관백이 된 후지와라노 사네요리의 딸 준시가 입궁하였으나 자녀가 없었다. 그 중에서도 센시는 총애를 받아, 이 해 6월 1일에 카네이에의 히가시산죠테이에서 황장자 야스히토 (훗날의 이치조 천황)을 낳았다. 하지만, 엔유 천황과 센시의 아버지인 카네이에와는 사이가 좋지 않았다. 카네이에의 장녀 초시가 레이제이 상황의 이야사다 친왕을 낳았고,  카네이에는 레이제이 황통의 비호자였기 때문이다. 센시는 총애를 받아 유일한 황자를 낳았지만, 남편 엔유 천황은 레이제이 황통의 비호자인 아버지 후지와라노 카네이에를 견제하기 위해 소생이 없는 관백 후지와라노 요리타다의 딸 준시를 황후로 삼았다. 이 사건으로 아버지 카네이에와 함께 저택인 히가시산조테이에 틀어박혀,  번번히 소환에도 응하지 않았던 것은 당연하다. 또 준시 입후 행사때에는 준시의 형제 후지와라노 킨토는 히가시산죠테이 앞에서 자랑스럽게 "이 뇨고는, 언젠가 황후에는 설것이다 (이 뇨고는 언제 입후하실것인가))「この女御は、いつか后にはたちたまふらむ（こちらの女御はいつ立后なさるのか）」)라고 말했기 때문에, 카네이에・센시 부녀에게 원한을 심게만들었다고 한다. 엔유 천황과는 잘 되지 않은 센시가 지은 우타 중에 「なきに劣りて生ける身の憂き」(죽은 사람보다 더한 상태에서 사는 몸은 괴롭다) 라는 것이 있다.
하지만, 그녀의 소생인 이치조 천황이 즉위하자 형세는 일변하여, 간나 2년 (986년) 7월 5일에 황태후에 책봉되었다. 쇼랴쿠 2년 (991년) 2월, 엔유 법황이 붕어하지만, 센시는 같은 해 9월 16일에 출가하여, 황태후궁직을 세우고, 태상천황에 준하는 원호 선하를 받아, 거주지인 히가시산죠테이에서 따서 히가시산죠인(東三条院)이라 칭해졌다. 이것이 뇨인고(女院号)의 첫 사례이다. 하지만, 원호 선하 후에는 히가시산죠테이에서 살지 않고, 주로 미치나가의 거주지인 츠치미카도도노나 별저인 이치조테이, 인벳토 후지와라노 유키나리의 저택인 모모조노테이, 아버지 카네이에의 가사(家司)이자 오래 알고 지낸 타이라노 코레나카의 산죠타카쿠라테이 등 연고가 있는 귀족의 저택을 처소로 삼았다.
이치조 치세에서는 인사에 개입하거나, 이치조 천황의 당시 유일한 황후인 데이시가 출가한 후, 아들 이치조 천황을 위해 다이리에 돌려보내는 등의 일을 했기 때문에, 후지와라노 사네스케의 일기 『소우기(小右記)』에는 「국모전조사(国母専朝事)」라며 비난했다. 또한, 막무가내식 인사를 하는 오빠 미치타카보다 4살 어린 남동생 미치나가를 밀었다. 이치조 천황의 황후 데이시가 출가한 후에는 중궁직을 행하는 황후가 없다는 등, 사회 질서를 지키기 위해 미치나가의 딸 쇼시의 입궁을 추진하였다. 그녀의 어머니인 미나모토노 린시 (미치나가의 정실)을 종5위에서 종3위로 승격시켰다.
정치적 활동 외에는 신뇨도・지토쿠지를 건립했다. 또한 실각한 미나모토노 타카아키라의 막내딸 메이시/아키라케이코를 데려와 미치나가에게 시집보냈다고 하며, 이치조 천황의 황후 데이시가 난산으로 사망했을 때에도 남겨진 황2녀 비시 내친왕을 양육했다.
조호 3년 윤12월, 인 벳토 후지와라노 유키나리의 저택에서 사망해, 우지 키하타의 후지와라 일족의 묘소 중 우지릉에 묻혔다.
또한, 『오오카가미(大鏡)』 및 『에이가모노가타리(栄花物語)』에서는 장례식 때에도 미치나가가 유골을 간직하는 장면이 그려져 있는데, 이는 창작이며, 역사적 사실로는 뼈를 간직한 것은 센시의 조카 카네타카 (미치카네의 아들)이다. 한편, 미치나가의 일기『미도칸파쿠기(御堂関白記)』에 의해 미치나가가 아버지의 기일로서 공양을 실시한 것을 확인 할 수 있는 것은 7월 2일의 아버지 카네이에, 1월 21일의 어머니 토키히메의 법요 이외에는 12월 22일의 센시의 법요 뿐이며, 또 우라본에 전날에 보내는 분공의 발송처로서 호코인 (카네이에의 보리사), 조칸지 (토키히메의 보리사), 지토쿠지 (센시의 보리사)가 지시되어 있는 것으로 보아 미치나가가 센시의 공양을 부모와 같이 행하고 있었던 것이 알려졌다.

## 가계도
- 아버지 : 후지와라노 카네이에
- 어머니 : 후지와라노 토키히메 - 후지와라노 나카마사의 딸
- 남편 : 엔유 천황
  - 아들 : 이치조 천황

## 관련 작품
- 빛나는 그대에게 (2024년, NHK대하드라마) - 배우 요시다 요, 배역명 아키코

### 내용주
1. ↑  센시가 미치나가를「내가 키운 아들로 들어(我御子と聞え給ひて)」라고, 마치 미치나가를 자신의 아들로 취급한 것 같은 기술도 있다[3]. 미치나가가 실제로 센시의 양자・유자였던 사실은 없지만, 미치나가가 센시 사후에 부모와 마찬가지로 그녀를 극진히 공양한 것을 확인할 수 있다[4]。
2. ↑  표면적인 이유는 센시가 미치나가의 츠치미카도도노에서 같이 살고 있는 것에 대한 감사의 마음에 의한 천거이다[7].

## 참고문헌
- 쿠라모토, 카즈히로 (2003), 《이치조 천황》, 인물총서(人物叢書), 요시카와 홍문관
- 후쿠토, 사나에, 편집. (2017), 《헤이안조의 여성과 정치문화 궁정ㆍ생활ㆍ젠더(平安朝の女性と政治文化 宮廷・生活・ジェンダー)》, 아카시쇼텐, ISBN 978-4-7503-4481-2